# H. Robert Horvitz
Howard Robert Horvitz (8 de mayo de 1947) biólogo estadounidense, más conocido por sus trabajos sobre el gusano nematodo Caenorhabditis elegans. Trabaja en el Instituto Tecnológico de Massachusetts donde es profesor de Biología y miembro del Instituto McGovern sobre investigación del Cáncer (Institute McGovernfor Brain Research). Es también investigador del Instituto Médico Howard Hughes.
Horvitz también analizó la apoptosis o muerte programada de ciertas células generadas en el desarrollo de los gusanos (Mechanisms and functions of cell death, en Annu Rev Cell Biol. 1991;7:663-98, con R. E. Ellis, y J. Y. Yuan).
Compartió el Premio Nobel de Fisiología o Medicina de 2002 con Sydney Brenner y John Sulston.